# Belton (North Lincolnshire)
Belton – wieś w Anglii, w hrabstwie ceremonialnym Lincolnshire, w dystrykcie (unitary authority) North Lincolnshire. Leży 40 km na północny zachód od Lincoln i 232 km na północ od Londynu.